# 奇蹟/ミラクル
『奇蹟/ミラクル』（みらくる、原題：奇蹟、英語題：Canton God Father）は、1989年に公開された、ジャッキー・チェン監督・主演のアクション映画。当時のゴールデン・ハーベストの子会社だったゴールデン・ウェイ・フィルムズが製作を担当した。現在はウォルト・ディズニー・カンパニー傘下のスターTV→スターに著作権が移動している。

## 概要
フランク・キャプラ監督の名作『一日だけの淑女』及びそのリメイク作『ポケット一杯の幸福』を、舞台を20世紀初頭の香港に移してリメイクした娯楽アクション大作。
精密に再現された当時の香港の巨大セットのスケールや、醍醐味である格闘アクションも盛り込まれた作品となっている。
また、この作品には日本公開版と香港公開版の二種類が存在し、日本公開版は118分と、香港公開版（127分）より短くなっている。日本で発売されたVHSは日本公開版を収録しているが、DVD以降のパッケージでは香港公開版を収録している。その際収録された吹き替え版は日本公開版を元に制作したため、香港公開版にしかないシーンでは原語に切り替わる。BDには香港公開版の本編とは別に映像特典としてではあるが、日本公開版を現存する当時のフィルムからテレシネした本編が日本語吹き替え付きで収録されている。

## ストーリー
20世紀初頭の香港。田舎から職探しに出てきた貧しい青年コウ（ジャッキー・チェン）は、到着早々に詐欺に遭い全財産を騙し取られてしまった。
路頭に迷い途方に暮れるコウは、貧しい花売りの老婆（クェイ・アルイ）から慰みに一輪の花を買ったところ、不思議な幸運が続けざまに舞い込む。
まず、ギャングのボスを助けたことからその後継者に収まったコウ。部下には慕われ、事業は大成功。美しい歌手のルーミン（アニタ・ムイ）という恋人までできる。
コウは今までのお礼に花売りの老婆の元を訪れるが、老婆の家では困ったことになっていた。
老婆の一人娘（グロリア・イップ）が上海で裕福な貴族と交際していたが、この度相手が父親を連れて挨拶しに来るとのこと。しかし老婆は娘に自分が裕福な家庭であると偽っていたため、このままでは破局してしまうおそれがあった。コウは仲間たちとこれまでの老婆への恩返しをかねて大芝居を打つことを考える。

## キャスト
| 役名           | 俳優                       | 日本語吹替 （追加収録部分）                                           |
| -------------- | -------------------------- | --------------------------------------------------------------------- |
| コウ           | ジャッキー・チェン         | 石丸博也                                                              |
| ルーミン       | アニタ・ムイ               | 小山茉美                                                              |
| マダム・ローズ | クェイ・アルイ             | 浅井淑子                                                              |
| ベル           | グロリア・イップ           | 高木早苗                                                              |
| タイガー       | オー・ジョンホン           | 沢木郁也                                                              |
| チャン         | ウー・マ                   | 藤本譲                                                                |
| タン           | トン・ピョウ               | 峰恵研 （宝亀克寿）                                                   |
| ホー隊長       | リチャード・ン             | 有本欽隆 （斎藤志郎）                                                 |
| トン           | ビリー・ロウ               | 稲葉実                                                                |
| フェイ         | ロー・リエ                 | 渡部猛                                                                |
| クー           | ティン・フォン             | 原田一夫 （西村太佑）                                                 |
| ホーの部下     | マース                     | 広瀬正志                                                              |
| ホームレス     | ユン・ピョウ（カメオ出演） | 目黒裕一                                                              |
| その他         |                            | 仲木隆司 喜多川拓郎 徳丸完 花咲きよみ 山口健 龍田直樹 茶風林 梁田清之 |

- 日本語版：初回放送1995年9月2日『ゴールデン洋画劇場』

演出：春日正伸、翻訳：大野隆一、調整：遠西勝三、制作：ニュージャパンフィルム
※本作の日本語吹き替え版はVHS発売時に日本公開版本編を元に制作されたもの。DVD・BDは香港公開版の本編を収録しているため、日本公開版に存在しないシーンは原語音声、字幕対応になっている。2021年12月29日にWOWOWにてこの部分に追加録音した「吹替補完版」を放送。2024年5月3日に発売されたエクストリーム・エディション版BDには「吹替補完版」が収録されている。

## スタッフ
- 監督・脚本：ジャッキー・チェン
- 製作総指揮：レイモンド・チョウ、レナード・ホウ
- 製作：ワォン・ゾウィー
- 脚本：エドワード・タン
- 音楽：スー・ソン
- 撮影：アーサー・ウォン
- 編集：ピーター・チュン
- 製作会社：嘉禾電影有限公司、威禾電影製作有限公司

## 作品解説
ジャッキー・チェンが今までで最も気に入っている作品とのこと。気に入っている場面のひとつが、アニタ・ムイがホテルに入って華麗に飾られた数々の部屋を通っていく場面で、撮影するのにステディカムを使って3日かかったという。